# オセロ (1951年の映画)
『オセロ』（英語: OthelloまたはThe Tragedy of Othello: The Moor of Venice）は、1951年のアメリカ映画。監督・主演はオーソン・ウェルズ。原作はウィリアム・シェイクスピアによる戯曲『オセロ』。1952年のカンヌ国際映画祭においてグランプリ（当時の最高賞）を受賞。日本では1993年に劇場公開されている。

## ストーリー
原作の劇のプロットを忠実に追従しているが、個々の場面の構成や順序を変更している。ウェルズは、通常上演時間が約3時間である原作を、映画用に90分強に短縮した。冒頭の葬送シーンは原作の劇には存在しない。
映画はオセロとデズデモーナの葬送シーンから始まる。
イアーゴがロデリゴに、オセロとデズデモーナの結婚について知らされていなかったと不満を漏らす。ロデリゴは自殺を考えているが、イアーゴは「ギニア鶴への愛のために自ら溺れるなどと言う前に、私は人間性をバブーンと交換するだろう」と述べ、女性のために自殺するくらいならバブーンになる方がマシだと語る。イアーゴはさらに「財布に金を入れなさい」と言い、ロデリゴに全財産を売却してその金を自分に渡すよう促し、その金を使ってデズデモーナを誘惑すると約束する。
デズデモーナの父ブラバンショーは、イアーゴとロデリゴから結婚のことを知らされ激怒する。ブラバンショーはオセロが娘を魔法で惑わせたと非難するが、オセロは魔法ではなく自らの悲劇的な物語で娘の心を掴んだとブラバンショーを説得する。
イアーゴはハンカチを仕込むことで、オセロにデズデモーナがカシオと不倫していると信じ込ませる。オセロは以前、カシオをイアーゴより先に中尉に昇進させており、これがイアーゴの嫉妬の原因となっている。
オセロはデズデモーナを絞殺する。イアーゴはデズデモーナの無実を訴えるエミリアをナイフで刺し殺す。オセロは自分の過ちに気づく。

## キャスト
- オセロ：オーソン・ウェルズ
- デズデモーナ：シュザンヌ・クルーティエ
- イアーゴ：マイケル・マクラマー
- ロデリーゴ：ロバート・クート

## 製作
オーソン・ウェルズの最も複雑な撮影の一つである本作は、 3年間に渡って断続的にに撮影された。撮影は1949年に始まったが、撮影初日のある日、当初のイタリア人プロデューサーが破産を発表したため中止を余儀なくされた。撮影を完全に中止する代わりに、ウェルズは監督として私財を投じ始めた。自身も資金が尽きると何ヶ月も撮影を中断し、ほとんどの期間を他の制作に参加することで資金調達する必要があった。資金不足のため、制作は少なくとも3回中止された。この映画は、様々なロジスティクス上の問題に対して独創的な解決策を見出した。例えば、ロデリーゴがトルコ風呂で殺害されるシーンは、オリジナルの衣装が押収され、代わりのものを使用すると撮影が遅れることになるので、その形で撮影された。戦闘シーンの一つはモロッコで始まるが、エンディングは数ヶ月後にローマで撮影された。ウェルズは『第三の男』 （1949年）などの俳優としての出演料を映画の資金に充てたが、そのためには資金調達のために数ヶ月間撮影を休止することがしばしば必要だった。また、出演俳優の都合が変動することで撮影休止はさらに複雑化し、デズデモーナなど重要な役を再演し、シーン全体を再撮影する必要に迫られた。この長期にわたる撮影については、マイケル・マクリアモワールの著書『Put Money in Thy Purse』に詳しく記されている。
ウェルズは1950年の映画『黒ばら』に出演した際、演じるバヤンが着ていたコートに、外側からは見えないミンクの裏地を付けることを強く主張した。プロデューサーは費用がかさむにもかかわらず、要求を受け入れた。撮影終了時にコートは姿を消したが、その後本作で毛皮の裏地が露出した姿で登場した。
ウェルズはアンジェロ・フランチェスコ・ラヴァニーノによる音楽に非常に満足していたと伝えられており、ラヴァニーノはウェルズのその後の2本のシェイクスピア映画『真夜中の鐘』（1965年）と『ヴェニスの商人』 （1969年）でも再び音楽を提供した。

## 公開
イタリア語版の『オセロ』は1951年11月29日にローマで初公開された。 ウェルズの英語版は1952年5月10日のカンヌ映画祭で初公開され、ヨーロッパで一般公開された。1952年のヨーロッパ版はカンヌ映画祭でグランプリを受賞したが、 米国では3年以上配給元が見つからず、公開後もほとんど注目されなかった。1992年の復元版はカンヌで「非コンペティション」上映され、米国で好評だったが、音声復元は後に批判された。 2014年、カルロッタ・フィルムズUSは1992年版の2Kデジタル復元をD.C.P.でリリースし、ダラスやアートハウスで上映された。
サウンドトラックは一部のダビングの同期ずれを除き概ね良好で、他の2つのバージョンとは異なる編集やカメラアングルを特徴とする。パリ・シネマテークにプリントが保管されている。ウェルズはアメリカ市場向けに93分の別バージョンを監督し、1955年9月12日にニューヨークで公開された。このバージョンはマイナーな編集と大きなサウンドトラックの変更があり、ウェルズのナレーションや書き込みクレジットが追加された。スザンヌ・クルーティエの演技はグドルン・ウレにより全編ダビングされた。ポール・スクィティエリは1993年の博士論文で、米国版はウェルズに強制された妥協の結果であり、1952年のヨーロッパ版が最も忠実だと主張した。このバージョンのクライテリオン・レーザーディスクは1994年に発売されたが、ウェルズの娘ベアトリスによる法的措置で販売中止となった。
1992年の復元版は、ベアトリス・ウェルズ＝スミスが監督し、100万ドル以上を費やして画質向上、オーディオの再同期、追加音響効果、音楽のステレオ再録音が行われた。しかし、技術的欠陥や変更が批判され、劇場公開後にグレゴリオ聖歌が欠けた冒頭シーンや欠落していたシーンがホームメディア版で修正された。批評家ジョナサン・ローゼンバウムは、復元チームがヨーロッパ版の存在を知らず、ウェルズの意図から遠い米国版を基にしたと批判。使用されたマスターポジティブはニュージャージーの保管施設で発見されたが、音声は劣悪な配給プリントから再同期され、不一致が生じた。復元チームは作曲家ラヴァニーノの楽譜を参照せず、劣悪な音声から音楽を書き起こし、誤りが生じた。ローゼンバウムは、ベアトリスが父のバージョンを非合法化し、自身の復元版で利益を得ようとしたと非難した。これらの批判はデビッド・インパスタトやマイケル・アンデレッグらによっても支持されている。